# 宇井吉美
宇井 吉美（うい よしみ、1988年9月8日 - ）は、日本の起業家。株式会社abaの創業者であり、代表取締役・CEO。千葉県旭市出身。幼い頃の原体験がきっかけで「テクノロジーで誰もが介護したくなる社会をつくる」をビジョンに、株式会社abaを創業した。

## 経歴
2011年、千葉工業大学工学部未来ロボティクス学科在学中に株式会社abaを設立。中学時代に祖母がうつ病を発症し、介護者となった経験を元に「介護者側の負担を減らしたい」という思いから、介護者を支えるためのロボット開発の道に進む。特別養護老人ホームにて、介護職による排泄介助の壮絶な現場を見たことをきっかけとして、においセンサーで排泄を検知する、排泄センサー「Helppad」を製品化。おむつを開けなくても排泄したことを知らせてくれることで、介護者の負担軽減を目指している。
2017年、会社設立後に千葉工業大学大学院博士課程に入学。デザイン科学の研究で2019年3月博士号（工学）取得。
2023年、NewsPicksのトピックスオーナー就任。

## 受賞・選出歴
- 2011年　第10回 ベンチャー・カップCHIBA学生部門 学生ビジネスコンテスト in CHIBA グランプリ[4]
- 2012年
  - 第1回 DBJ女性新ビジネスプランコンペティション　ファイナリスト[5]
  - 第12回 ビジネスプランコンテスト＆クリニック(BPCC12）最優秀賞・新日本賞・正会員特別賞[6]
  - 第9回 キャンパスベンチャーグランプリ 東京大会 関東経済産業局長賞・VEC award
  - 第9回 キャンパスベンチャーグランプリ　全国大会　経済産業大臣賞[7]
- 2015年
  - JAMES DYSON AWARD 国内4位入賞
  - JAMES DYSON AWARD 国際TOP20位入賞[8]
- 2016年
  - 第1回 先進的IoTプロジェクト会議　『IoT Lab Selection』準グランプリ[9]
  - ディープテックグランプリ　サントリー賞・JT賞[10]
- 2018年
  - 第5回MUFGビジネスサポート・プログラム『Rise Up Festa』　ソーシャルビジネス部門 最優秀賞[11]
  - 平成30年度船橋市ものづくりグランプリ認定[12]
- 2020年
  - 第2回 Jflexアワード デバイス部門受賞[13]
  - Industry Co-Creation(ICC) サミット FUKUOKA *2020年　リアルテック・カタパルト優勝[14]
  - Industry Co-Creation(ICC) サミット KYOTO *2020年　カタパルト・グランプリ準優勝[15]
- 2021年　Innovators Under 35 Japan 2021[16]選出
- 2022年　EY Winning Women 2022[17]選出
- 2023年
  - IVS2023 LAUNCHPAD　スタートアップ京都国際賞 オーディエンス審査員賞[18]受賞
  - すごいベンチャー100[19]選出
  - ウーマン・オブ・ザ・イヤー2024[20]受賞

## メディア出演
- 2012年7月11日 NHK総合『クローズアップ現代』[21]
- 2020年2月7日 NHK Eテレ『アクティブ10　ミライのしごとーく』第7回「センパイに聞く！介護の仕事」[22]
- 2020年2月14日 NHK Eテレ『アクティブ10　ミライのしごとーく』第8回「どうなる？介護業界のミライ」[23]
- 2021年4月26日 文化放送『浜松町Innovation Culture Cafe』[24][25]
- 2021年11月28日 ニッポン放送『ウィークエンド・ケアタイム「ひだまりハウス」～うつ病・認知症について語ろう～』[26]
- 2022年11月3日 テレビ東京『探求の階段』[27]